# Wega
Wega, auch Vega (engl., international laut IAU, 2016), oder in der Bayer-Bezeichnung α Lyrae, ist der Hauptstern des Sternbildes Leier (Lyra). Der Name leitet sich vom arabischen Ausdruck النسر الواقع, an-nasr al-wāqiʿ ab, was in Übersetzung „herabstoßender (Adler)“ bedeutet. Der Stern ist Teil des großen Sommerdreiecks und im weißen Licht der hellste Stern des Nordhimmels. Mit seiner Magnitude von 0,0 diente er früher als Referenzstern der Helligkeitsmessung (Fotometrie). Wega befindet sich, wie auch die Sonne, in der Lokalen Flocke.

## Allgemeines

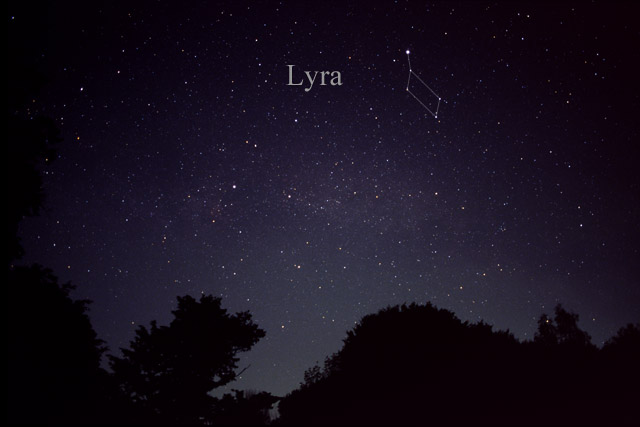
Wega ist der hellste Stern im Sternbild Lyra

Wega bildet zusammen mit den Hauptsternen der Sternbilder Schwan und Adler das Sommerdreieck. Sie ist der fünfthellste Stern am Nachthimmel und nach Arktur der zweithellste Stern am Nordhimmel. Sie ist etwa 25 Lichtjahre von der Sonne entfernt und damit für einen Stern relativ nahe gelegen. Zusammen mit Arktur und Sirius zählt Wega zu den hellsten Sternen in der Nachbarschaft der Sonne.
Wega wurde von den Astronomen ausgiebig untersucht. Dies führte dazu, dass sie „wohl als der wichtigste Stern nach der Sonne“ gilt. Aufgrund der Präzessionsbewegung der Erde war Wega vor etwa 14.000 Jahren der Polarstern, und die Erdachse wird in etwa 12.000 Jahren wieder in Richtung Wega zeigen. Jedoch wird Wega dem Himmelspol bei weitem nicht so nahe kommen wie der derzeitige Polarstern α Ursae Minoris.
Die große Helligkeit der Wega ließ Friedrich Wilhelm Struve um 1835 vermuten, dass sie dem Sonnensystem so nahe sei, dass eine Entfernungsbestimmung möglich wäre. 1838 gelang ihm die Messung der winzigen Winkelverschiebung von nur 0,13″ und damit ein weiterer Beleg des heliozentrischen Weltbildes. Als Erstnachweis war ihm Bessel am Stern 61 Cygni um einige Monate zuvorgekommen.
Wega diente den Astronomen u. a. als Nullpunkt zur Kalibrierung der fotometrischen Helligkeitsskala (siehe auch Polsequenz). Sie war auch einer der A0V-Sterne, die aufgrund ihrer relativ konstanten Intensität im visuellen Bereich des Spektrums als Nullpunkt für die B-V- und U-B-Farbindices im Johnson-Morgan-UBV-System dienten.

## Physikalische Eigenschaften

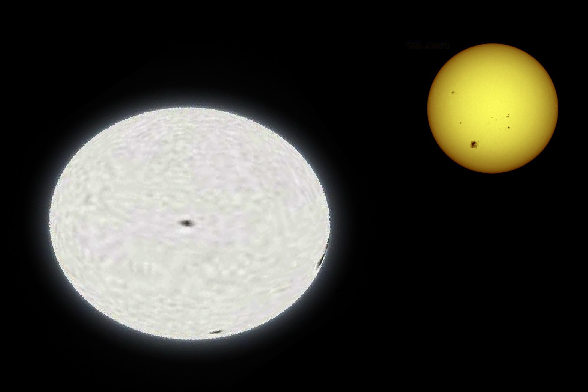
Absoluter Größenvergleich zwischen der abgeplatteten Wega in Äquatoransicht (links) und der Sonne (rechts).

Wega ist ein bläulich-weißer Hauptreihenstern, der wie alle Hauptreihensterne in seinem Kern Wasserstoff zu Helium fusioniert. Mit einem Alter zwischen 386 und 572 Millionen Jahren zählt Wega zu den noch jüngeren Sternen. Sie ist relativ arm an „Metallen“ (Elemente, die eine höhere Ordnungszahl als Helium haben). Es wird vermutet, dass Wega ein veränderlicher Stern ist, der sich periodisch sehr wenig in seiner Helligkeit ändert. Wega hat etwa die 2,2-fache Masse und die 37-fache Leuchtkraft der Sonne.
Wasserstoff wird im Innern des Sternes durch den Bethe-Weizsäcker-Zyklus (CNO-Zyklus) zu Helium fusioniert. Im Kern ist eine Konvektionszone, die nach außen hin in eine Strahlungszone übergeht. Bei der Sonne ist das umgekehrt.
Das sichtbare Spektrum wird durch Absorptionslinien des Wasserstoffs, speziell der Linien der Balmer-Serie, dominiert. Die Linien der anderen Elemente sind nur schwach ausgeprägt, am ehesten sind noch jene von Magnesium, Eisen und Chrom erkennbar. Wegas Röntgenstrahlung ist sehr gering. Dies deutet an, dass ihre Korona sehr schwach ist oder gar nicht existiert.
Da Sterne mit höherer Masse ihren Wasserstoff viel schneller fusionieren als masseärmere Sterne, ist die Lebenszeit von Wega mit 1 Mrd. Jahren (entspricht etwas weniger als einem Zehntel der Lebenszeit der Sonne) entsprechend kurz. Damit hat sie schon bald die Hälfte ihrer Hauptreihenzeit hinter sich. Danach wird sie sich zu einem Roten Riesen der Spektralklasse M aufblähen, um schließlich als Weißer Zwerg zu enden.

### Rotation
Früher wurde angenommen, dass Wega ein langsam rotierender Stern mit recht konstanter Oberflächentemperatur sei. Nach Messungen von Peterson rotiert Wega aber sehr schnell (innerhalb 12,5 Stunden), und zwar mit 93 % der Geschwindigkeit, die den Stern zerreißen würde. Am Äquator beträgt die Umfangsgeschwindigkeit 274 km/s. Wegas Achse ist um 4,5 Grad zu unserer Beobachtungslinie geneigt, daher blickt man von der Erde aus praktisch auf einen ihrer Pole.
Untersuchungen mit dem Interferometer CHARA des Mount-Wilson-Observatorium in Kalifornien haben ergeben, dass die Photosphäre Wegas am Äquator mit 7600 K um 2400 K kühler ist als an den Polen mit 10.000 K. Ursache dafür ist die starke Abplattung von 1:4,35 unter der hohen Zentrifugalkraft: der Poldurchmesser ist um 23 % kleiner als der Äquatordurchmesser. Dadurch befindet sich die Polarregion wesentlich näher am heißen Sterninnern. Dieser Effekt wird als Schwerkraft-Abdunklung bezeichnet.

### Häufigkeit der Elemente
Astronomen bezeichnen Elemente, deren Ordnungszahl höher als die des Heliums ist, als „Metalle“.
Die Metallizität von Wegas Photosphäre beträgt mit [M/H] = −0,5 etwa ein Drittel des Wertes der Atmosphäre der Sonne. Zum Vergleich weist Sirius mit [M/H] = +0,5 das dreifache Vorkommen von Metallen gegenüber der Sonne auf. Der Anteil der Elemente, die schwerer als Helium sind, beträgt bei der Sonne etwa: ZSonne = 0,0172 ± 0,002. Damit enthält Wega nur etwa 0,54 % schwerere Elemente als Helium. Wegas ungewöhnlich geringe Metallizität macht sie zu einem schwachen Lambda-Bootis-Stern (einer Gruppe von Sternen mit geringer Metallizität).
Es bleibt unklar, warum solche Sterne der chemisch ungewöhnlichen Spektralklasse A0-F0 existieren. Eine Möglichkeit besteht in der Diffusion oder im Materieverlust der Sterne; stellare Modelle zeigen jedoch, dass dies normalerweise nur am Ende der Phase der Wasserstofffusion auftreten würde. Andererseits könnte der Stern auch aus einer interstellaren Wolke aus Gas oder Staub entstanden sein, die ungewöhnlich arm an Metallen war.
Das beobachtete Verhältnis von Helium zu Wasserstoff liegt bei Wega bei 0,030 ± 0,005, was etwa 40 % niedriger ist als dasjenige der Sonne. Dies könnte durch das Verschwinden einer Helium-Konvektionszone nahe der Oberfläche verursacht werden. Der Energietransport wird stattdessen durch eine Strahlungszone geleistet, die eine Anomalie der Häufigkeiten durch Diffusion hervorrufen könnte.

### Magnetfeld
2009 wurde von französischen Astronomen mit dem stellaren Spektropolarimeter NARVAL des Bernard-Lyot-Teleskops ein Magnetfeld nachgewiesen. Im Spektrum der Wega fanden sie den Zeeman-Effekt. Dabei werden die Spektrallinien durch den Einfluss des Magnetfeldes aufgespalten.
Die Stärke des Magnetfelds der Wega liegt mit etwa 50 Mikro-Tesla zwischen dem der Erde und dem der Sonne.

## System
Durch Infrarotmessungen weiß man, dass es Materieansammlungen um Wega gibt. Wega war der erste Stern (1983), um den man eine Staubscheibe entdeckte.

### Vermehrte Infrarotstrahlung

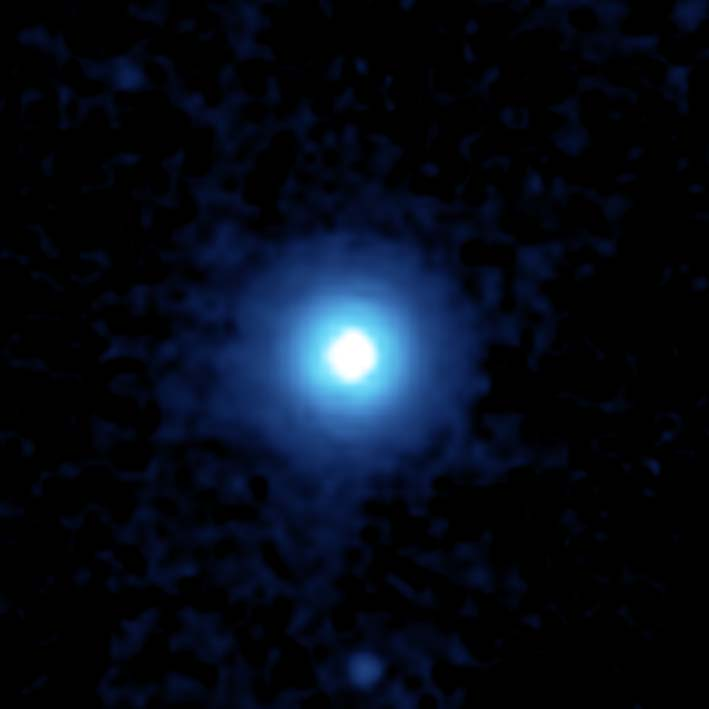
Das vom Spitzer-Weltraumteleskop aufgenommene Infrarot-Bild (Wellenlänge 24 µm) zeigt nicht den Stern selbst, sondern die Staubscheibe, die Wega umgibt. Ihr Radius beträgt mindestens 815 AE.

Eines der ersten Ergebnisse des Infrared Astronomical Satellite (IRAS) war die Entdeckung einer erhöhten infraroten Strahlung von Wega. Diese Strahlung kam aus einem Bereich mit einem Radius von 10″ um den Stern. Mit der bekannten Entfernung des Sterns kommt man auf einen Radius von 80 AE. Es wird vermutet, dass diese Strahlung aus einem Bereich kommt, in dem Partikel in der Größenordnung von 1 mm schweben. Kleinere Materieteilchen würden durch den Strahlungsdruck entfernt werden oder durch den Poynting-Robertson-Effekt in den Stern fallen.

### Staubscheibe
Durch die vermehrte Abstrahlung im Infrarotbereich weiß man, dass Wega von einer Gas- und Staubscheibe umgeben ist. Dieser Staub ist wahrscheinlich das Resultat von Kollisionen zwischen Objekten in einer umkreisenden Geröllscheibe. Diese ist dem Kuipergürtel im Sonnensystem ähnlich.
2003 berechneten britische Astronomen, dass die Eigenschaften dieser Scheibe vermutlich am besten durch einen Planeten, der dem Neptun ähnelt, erklärt werden können. Damit wäre das Wega-System eventuell dasjenige Sternsystem, das dem Sonnensystem am meisten ähnelt. Das Zentrum der Lebenszone von Wega liegt bei 7,1 AE. Ein Planet mit diesem Abstand würde dabei eine Umlaufzeit von 10,9 Jahren haben.
Sterne, die eine übermäßige Abstrahlung aufgrund des Staubes im Infrarotbereich des Spektrums zeigen, werden auch „Wega-artige“ Sterne genannt.
Unregelmäßigkeiten in Wegas Staubscheibe könnten auch zumindest auf einen Planeten hindeuten, der eine Größe ähnlich der Jupiters aufweisen könnte.

### Mögliches Planetensystem
Trotz intensiver Suche und vieler Vermutungen konnte bislang noch kein Planet um Wega nachgewiesen werden. Im Januar 2021 meldeten Astronomen die Entdeckung eines Planetenkandidaten in zehn Jahre umfassenden Beobachtungen der Radialgeschwindigkeit Wegas. Dieser mögliche Planet würde eine Masse von mindestens etwa 20 Erdmassen besitzen und Wega auf einer engen Umlaufbahn in nur 2,43 Tagen umkreisen. Wenn man jedoch davon ausgeht, dass er zur Erde eine ähnliche Neigung wie die Rotationsachse Wegas hat, so könnte der Planet sogar beinahe so schwer wie Jupiter sein.

## Bewegung

Die scheinbare Bewegung von Wega: die lila Linie zeigt die Eigenbewegung, die grüne Kurvenlinie stellt die tatsächliche Bewegung am Himmel dar (Parallaxe aus Winkelperspektive und Eigenbewegung überlagert).

Die Wega gehört zum Castor-Bewegungshaufen. Die Sterne dieser Ansammlung weisen alle die gleiche Geschwindigkeit auf und entstammen einem gemeinsamen Ursprung. Neben Wega sind noch Castor, Fomalhaut, α Cephei (Alderamin) und α Librae (Zuben-el-dschenubi) Mitglied dieses Bewegungshaufens. Sie haben alle ein ähnliches Alter.
Obwohl Wega derzeit nur der fünfthellste Stern am Himmel ist, wird sie durch ihre Eigenbewegung, die in Richtung der Sonne verläuft, mit der Zeit immer heller. In etwa 210.000 Jahren wird sie der hellste Stern am Nachthimmel sein und dies für etwa 270.000 Jahre bleiben. Die maximale scheinbare Helligkeit, die sie erreicht, wird in 290.000 Jahren bei −0,81 mag liegen.

## Geschichte
Wega war der erste Stern (abgesehen von der Sonne), von dem eine fotografische Abbildung erstellt wurde. 1850 fertigten William Cranch Bond und John Adams Whipple am großen Fernrohr des Harvard-College-Observatoriums eine Daguerreotypie der Wega an. Sie gehörte ebenfalls zu den ersten Sternen, deren Abstände mit Hilfe des Parallaxenverfahrens bestimmt wurden und deren Spektrum ebenfalls abgelichtet wurde.

## Kultur und Literatur
In der chinesischen Liebesgeschichte vom Kuhhirten und der Weberin, die alljährlich in China als Qixi und in Japan als Tanabata gefeiert wird, ist Wega der „Stern der Weberin“ (chinesisch 織女星 / 织女星, Pinyin Zhīnǚ Xīng, jap. shokujo-sei bzw. 織姫星, Orihime-boshi), die durch den „Himmelsfluss“ (Milchstraße) vom Kuhhirten (Altair) getrennt ist.
In zahlreichen Titeln speziell osteuropäischer Science-Fiction wird die Wega als Sehnsuchtsziel irdischer Raumfahrer oder als Sitz außerirdischer Zivilisationen thematisiert. So hat der Protagonist der Romanreihe Menschen wie Götter eine Liebesaffäre mit einem Wesen von einer Wega-Welt.
Invasion von der Wega (Originaltitel The Invaders) ist eine US-amerikanische Science-Fiction-Serie der 1960er/70er-Jahre.
In den ersten sechs Folgen der Hörspielserie Commander Perkins von 1976–78 spielt der achte Planet der Wega die Hauptwelt der Serie. Vorlage ist die Serie Perry Rhodan, in der Wega ein System von 42 Planeten besitzt und die auch den achten Planeten der Wega als eine Romangrundlage sah.
In der 16. Folge der Jan Tenner Hörspielserie von 1984 landet Jan Tenner auf dem fünften Planeten des Wega-Systems und rettet entführte Kinder.
Die männliche Hauptperson Adam Bates aus dem Roman Adam und Lisa (1986) von Myron Levoy behauptet, er stamme vom Planeten Wega X. Es ist sein Versuch, seine schlimme Kindheit zu vergessen, in der er von seinem Vater mit einer Kette misshandelt wurde.
Im 1997 verfilmten Roman Contact von Carl Sagan wird ein verschlüsseltes Radiosignal, das den Bauplan einer Transport-Maschine enthält, aus der Richtung der Wega empfangen. Die im Film von Jodie Foster gespielte Protagonistin Eleanor „Ellie“ Arroway reist mit einer nach diesem Plan gebauten Maschine zum Wega-System.
Es gibt eine im März 2011 gegründete Celestial-Rock-Band aus den USA mit dem Namen Signals to Vega.
Das japanische Kartenspiel Yu-gi-oh enthält eine Karte für die Wega.